# Carl Bruch (Mediziner)
Carl Wilhelm Ludwig Bruch (* 1. Mai 1819 in Mainz; † 4. Januar 1884 in Heppenheim (Bergstraße)) war ein deutscher Anatom.

## Leben
Bruch studierte in Gießen, wo er Mitglied der Corps Markomannia und Rhenania war, und in Berlin. 1842 promovierte er zum Dr. med. 1845 wurde er Privatdozent bei Jakob Henle  in Heidelberg. 1850 wurde er in Basel ordentlicher Professor der Anatomie und Physiologie. 1855 wechselte er nach Gießen. 1860 musste er in den Ruhestand gehen.
Mit seiner Schrift Die Diagnose der bösartigen Geschwülste gehört er zu den frühen Nachfolgern von Johannes Peter Müller auf dem Gebiet der mikroskopischen Tumordiagnostik. 1844 beschrieb er die nach ihm benannte Bruch-Membran an der Chorioidea.

## Veröffentlichungen
- Über die Befruchtung des thierischen Eies und über die histologische Deutung desselben; Mainz 1855.
- Vergleichende Osteologie des Rheinlachses (salmo salar L.) mit besonderer Berücksichtigung der Myologie nebst einleitenden Bemerkungen über die skelettbildenden Gewebe der Wirbelthiere. Mainz 1861.

## Einzelnachweis
1. ↑  Geschichte der Histopathologie Von Georg Dhom

| Personendaten    | Personendaten                                   |
| ---------------- | ----------------------------------------------- |
| NAME             | Bruch, Carl                                     |
| ALTERNATIVNAMEN  | Bruch, Carl Wilhelm Ludwig (vollständiger Name) |
| KURZBESCHREIBUNG | deutscher Anatom                                |
| GEBURTSDATUM     | 1. Mai 1819                                     |
| GEBURTSORT       | Mainz                                           |
| STERBEDATUM      | 4. Januar 1884                                  |
| STERBEORT        | Heppenheim (Bergstraße)                         |